# Elaphoidella pseudojeanelli
Elaphoidella pseudojeanelli is een eenoogkreeftjessoort uit de familie van de Canthocamptidae. De wetenschappelijke naam van de soort is voor het eerst geldig gepubliceerd in 1956 door Pónyi.